# Trefusia filicauda
Trefusia filicauda is een rondwormensoort uit de familie van de Trefusiidae. De wetenschappelijke naam van de soort is voor het eerst geldig gepubliceerd in 1933 door Allgén.